# Rakitna

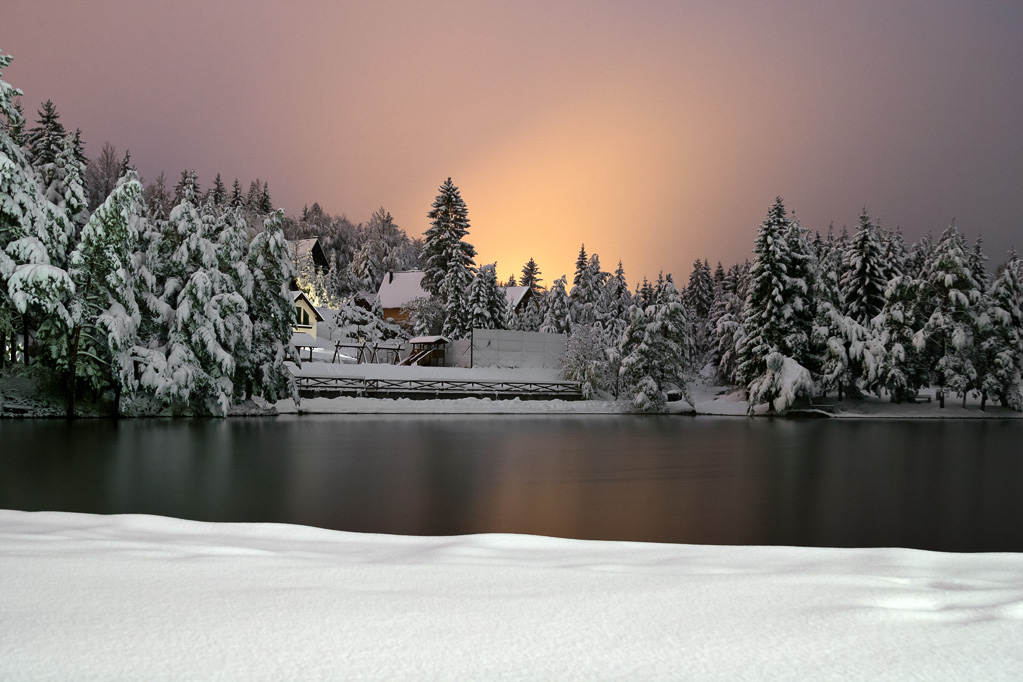
Rakitna-See im Winter

Rakitna (deutsch Wiesendorf in der Oberkrain) ist ein Dorf in Zentralslowenien, ca. 30 Kilometer südlich von Ljubljana. Rakitna gehört zur Gemeinde Brezovica, liegt 796 m. i. J. hoch.
Rakitna ist bekannt durch den dort gelegenen See gleichen Namens.